# Polyarthron philbyi
Polyarthron philbyi är en skalbaggsart som beskrevs av Jean François Villiers 1968. Polyarthron philbyi ingår i släktet Polyarthron och familjen långhorningar. Inga underarter finns listade i Catalogue of Life.